# Armstrong-ruit

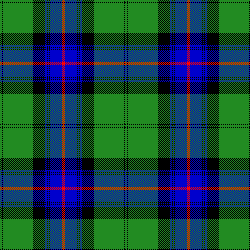
Armstrong-ruit

De armstrongruit is een type tartan, een geruite wollen stof, afkomstig uit de Laaglanden van Schotland. Deze ruit werd in 1842 beschreven in 'Vestiarium Scoticum' van de gebroeders Sobieski.

## Geschiedenis
Volgens een legende zou een zekere Fairbairn de koning hebben gered, toen zijn paard onder hem stierf in de strijd. Hierop beloonde de koning hem door hem landerijen te geven in Liddesdale, in het grensgebied van Engeland.
In het grensgebied werden de Armstrongs nogal strijdlustig en plunderden regelmatig hun buurland. Ze werden daarom ook weleens 'reivers' genoemd, wat rovers betekent.
Vele Schotten hebben zich in verschillende delen van de wereld gevestigd, en sommigen hebben hun familieruit meegenomen, maar zo ver als de Armstrong-ruit zijn ze nog niet gekomen. Een telg van de Armstrongs, Neil Armstrong heeft een stukje van zijn familieruit meegenomen tijdens zijn maanreis.